# 叻甲挽縣
叻甲挽縣（音素換寫：Lādkrabạng，皇家轉寫：Lat Krabang），或译叻甲曼區、叻甲邦縣、拉格拉邦县位於泰國的首都曼谷的東部，它是組成曼谷的50個區之一。

## 要點
- 人口：141,789人 (2,000年)
- 面積：123.9平方公里
- 郵遞區號：10520
- 電話區號：1011

## 高等學府
- 先皇技術學院 (King Mongkut's Institute of Technology Ladkrabang)
- 華僑崇聖大學 (Huachiew Chalermprakiet University)

## 行政區
叻甲挽縣還被細分成六個「郡」(Kwaeng)：
- 叻甲挽 (ลาดกระบัง Lat Krabang)
- (คลองสองต้นนุ่น Khlong Song Ton Nun)
- (คลองสามประเวศ Khlong Sam Prawet)
- (ลำปลาทิว Lam Pla Thio)
- (ทับยาว Thap Yao)
- (ขุมทอง Khum Thong)

## 縣議會
叻甲挽縣的縣議會有七位議員，任期為四年。在2006年4月30日的選擇裡，泰愛泰黨囊括了全部七個議席。

## 觀光旅遊
- 新曼谷國際機場
- 九世皇御苑
- 「小黃雀之家」(Baan Nok Kamin)：位於Serithai Road的十七街，它是最初由瑞士的基督教徒開設之收集街童的孤兒院，現時已由本地人管理的傳統泰國文化，可觀賞孩子們歡樂地玩耍及唱歌。
- 皇家珠寶中心：一棟兩層高的金碧輝煌之建築物，它是世界最大的珠寶店，裡邊供奉有一尊仿製彭世洛府的高6.3公呎，重達35噸的巨型白玉佛像。亦有礦洞的模型及各種古代泰國房屋及文化設施的展覽。它是從中華人民共和國、日本及大韓民國出發的觀光旅遊團的熱門購物觀光點。

## 外部連結
- 叻甲挽縣的官方網站 (泰文)
- 先皇技術學院的官方網站
- Official website 華僑崇聖大學的官方網站
- 小黃雀之家的的官方網站 (英文)
- 皇家珠寶中心的官方網站（页面存档备份，存于） (英文)